# Ballotpedia
Ballotpedia és una enciclopèdia política en línia sense ànim de lucre, escrita per un equip d'investigadors i escriptors. Fundada el 2007, abraça polítiques federals, estatals i locals, les eleccions i les polítiques públiques americanes. Ballotpedia està patrocinada pel Lucy Burns Institute, una organització sense ànim de lucre amb seu a Middleton, Wisconsin. A partir de 2014, Ballotpedia tenia 34 escriptors i investigadors i, el 2018 la redacció de la Ballotpedia ja superava els 50 membres.

## Objectiu
L'objectiu declarat de Ballotpedia és "informar la gent sobre la política tot proporcionant informació precisa i objectiva a tots els nivells de govern". El lloc web "proporciona informació sobre partidaris i opositors a la iniciativa, informes financers, notícies de litigis, actualitzacions d'estat, números de votació i molt més". Originalment era un "lloc web editat per la comunitat, modelat segons la Wikipedia", que ara és editat per personal remunerat. "Conté volums d'informació sobre iniciatives, referèndums i recordatoris".
El 2008, InfoWorld va qualificar a Ballotpedia com un dels "20 principals llocs web i eines en línia del dia de les eleccions".
Segons el Colorado Springs Gazette el 2013, "Ballotpedia és una enciclopèdia wiki sense ànim de lucre que utilitza la col·laboració no partidària per recopilar informació política per compartir".

## Història
Ballotpedia va ser fundada pel Citizens in Charge Foundation el 2007. Ballotpedia va ser patrocinada per la Sam Adams Alliance el 2008, juntament amb Judgepedia i Sunshine Review. El 2009, el seu patrocini es va transferir a la institució sense ànim de lucre Lucy Burns Institute, amb seu a Middleton, Wisconsin.
El 9 de juliol de 2013, Sunshine Review va ser adquirida pel Lucy Burns Institute i es va fusionar amb Ballotpedia. Judgepedia es va fusionar amb Ballotpedia al març de 2015.
El maig del 2018, en resposta a l'examen del mal ús de Twitter per part d'aquests que vulguin influir en eleccions, Twitter va anunciar la seva associació amb Ballotpedia per afegir etiquetes especials que verifiquessin l'autenticitat dels candidats polítics a les eleccions als EUA.
Durant les eleccions dels Estats Units de l'any 2018, Ballotpedia va proporcionar a Amazon Alexa informació sobre els llocs de votació i els candidats polítics.

### Judgepedia
La Judgepedia era una enciclopèdia en línia de tipus wiki que cobria el sistema legal nord-americà. El 2015, tots els continguts de Judgepedia es van fusionar amb Ballotpedia. Incloïa una base de dades d'informació sobre tribunals i jutges estatals i federals.
Segons el seu lloc web original, l'objectiu de Judgepedia era "ajudar els lectors a descobrir i aprendre informació útil sobre els sistemes judicials i el poder judicial als Estats Units".
Judgepedia va ser patrocinat per la Sam Adams Alliance el 2007, juntament amb Ballotpedia i Sunshine Review. El 2009, el patrocini de Judgepedia va ser transferit al Lucy Burns Institute, que va fusionar Judgepedia a Ballotpedia el març de 2015.
Judgepedia tenia una publicació setmanal titulada Federal Courts, Empty Benches que feia el seguiment de la taxa de vacants per als càrrecs judicials federals de l'article tercer.

## Recepció i estudis
Ballotpedia ha estat esmentat als blocs de política del The Washington Post i del The Wall Street Journal.
Judgepedia també ha estat citat a The Washington Post i al seu bloc Volokh Conspiracy, al Law Blog de The Wall Street Journal, i al blog del The New York Times "The Caucus". L'Orange County Register va destacar la cobertura de Judgepedia dels tribunals d'apel·lació i del Tribunal Suprem. El perfil de Judgepedia d'Elena Kagan va ser inclòs a la guia de la biblioteca de la Harvard Law School sobre la nominació al Tribunal Suprem de Kagan i la guia de Kagan a la Law Library of Congress.
El 2015, Carl Klarner, acadèmic visitant de la Universitat Harvard, va dur a terme un estudi per a Ballotpedia, que va descobrir que les eleccions legislatives dels estats eren menys competitives en el temps, i que les eleccions del 2014 són les eleccions menys competitives dels últims quaranta anys.
Ballotpedia ha ajudat a destacar el llenguatge innecessàriament complex utilitzat en diverses mesures electorals dels EUA. El 2017, amb una mostra de 27 qüestionaris procedents de nou estats, el grup va determinar que, de mitjana, les descripcions de les votacions requerien una educació de nivell superior per entendre la seva complexa redacció, mentre que la mitjana dels adults nord-americans tenia un nivell de lectura molt inferior. Una anàlisi de la Georgia State University de 1200 mesures de votació durant una dècada va mostrar que els votants tenien més probabilitats d'obviar les mesures complexes. A més, el llenguatge electoral confon als votants potencials amb l'ús de dobles negatius. Alguns estats requereixen explicacions en llenguatge senzill als redactats electorals.
En 2018, Ballotpedia, ABC News i FiveThtythight van recopilar i analitzar dades sobre candidats a les primàries del Partit Demòcrata dels Estats Units amb la finalitat de determinar quin tipus de votants hi van acudir.